# Estadio Diego Armando Maradona
Estadio Diego Armando Maradona – stadion piłkarski w dzielnicy Villa General Mitre w Buenos Aires w Argentynie. Swoje spotkania na obiekcie rozgrywa grający w najwyższej lidze argentyńskiej Argentinos Juniors. Pojemność stadionu wynosi 24 800 miejsc.
Stadion od 2003 roku nosi imię Diego Armando Maradony, który w latach 1976–1981 stawiał pierwsze kroki w profesjonalnej karierze w drużynie Argentinos Juniors.

## Historia
Zanim powstał obecny obiekt, w tym samym miejscu znajdował się stadion wykonany z drewna, który został otwarty w 1940 roku. Z powodu niebezpieczeństwa oraz małej pojemności w latach 80. został porzucony, a Argentinos Juniors swoje spotkania rozgrywała na innym stadionie. Za pieniądze z transferu Maradony planowano zbudować nowy stadion, jednak pomysł ten porzucono na rzecz innych obiektów sportowych. 
26 grudnia 2003 roku odbyły się dwa inauguracyjne spotkania. W pierwszym zmierzyły się drużyny Argentinos Juniors z roku 1985, która zwyciężyła w Copa Libertadores, naprzeciw drużyny, która uzyskała awans do Primera Division z roku 1997. W drugim meczu zespół U20 rywalizował z legendami klubu. Otwarcie stadionu śledziło 30 000 osób.